# Ramona (Kansas)
Ramona és una població dels Estats Units a l'estat de Kansas. Segons el cens del 2000 tenia 94 habitants.

## Demografia
Segons el cens del 2000, Ramona tenia 94 habitants, 40 habitatges, i 27 famílies. La densitat de població era de 121 habitants/km².
Dels 40 habitatges en un 20% hi vivien nens de menys de 18 anys, en un 42,5% hi vivien parelles casades, en un 12,5% dones solteres, i en un 32,5% no eren unitats familiars. En el 25% dels habitatges hi vivien persones soles el 20% de les quals corresponia a persones de 65 anys o més que vivien soles. El nombre mitjà de persones vivint en cada habitatge era de 2,35 i el nombre mitjà de persones que vivien en cada família era de 2,74.
Per edats la població es repartia de la següent manera: un 25,5% tenia menys de 18 anys, un 6,4% entre 18 i 24, un 24,5% entre 25 i 44, un 14,9% de 45 a 60 i un 28,7% 65 anys o més.
L'edat mediana era de 40 anys. Per cada 100 dones de 18 o més anys hi havia 112,1 homes.
La renda mediana per habitatge era de 26.458 $ i la renda mediana per família de 33.125 $. Els homes tenien una renda mediana de 28.750 $ mentre que les dones 26.875 $. La renda per capita de la població era de 17.345 $. Cap de les famílies estaven per davall del llindar de pobresa.

## Poblacions més properes
El següent diagrama mostra les poblacions més properes.